# Pomadasys andamanensis
Pomadasys andamanensis is een straalvinnige vissensoort uit de familie van grombaarzen (Haemulidae). De wetenschappelijke naam van de soort is voor het eerst geldig gepubliceerd in 1994 door McKay & Satapoomin.